# Gorka Verdugo
Gorka Verdugo Marcotegui (* 4. November 1978 in Etxarri Aranatz) ist ein ehemaliger spanischer Radrennfahrer.

## Karriere
2001 machte Gorka Verdugo zum ersten Mal auf sich aufmerksam, als er Zweiter auf der ersten Etappe der Vuelta Ciclista a Navarra wurde. In den Jahren 2002 und 2003 gewann er das spanische Eintagesrennen Bayonne-Pamplona. 2003 wurde er Dritter in der Gesamtwertung der Bizkaiko Bira, nachdem er auf der dritten Etappe Zweiter wurde.
Verdugo begann seine Profikarriere 2004 bei dem baskischen Radsportteam Euskaltel-Euskadi nahm mit dieser Mannschaft seit 2005 an der UCI ProTour teil. 2008 belegte Verdugo den siebten Platz in der Gesamtwertung des ProTour-Etappenrennens Paris–Nizza.
2005 nahm Verdugo an seiner ersten dreiwöchigen Landesrundfahrt teil, dem Giro d’Italia, und beendete diese als 68. in der Gesamtwertung. Im kommenden Jahr nahm Verdugo zum ersten Mal an der Tour de France teil und beendete sie auf dem 74. Rang mit zweieinhalb Stunden Rückstand. In den folgenden Jahren nahm er stets an der Tour de France teil und konnte diese bis auf 2012, als er aufgrund von Sturzfolgen aufgeben musste, immer zu Ende fahren. Sein bestes Ergebnis war der 25. Platz in der Gesamtwertung der 2011. Die Vuelta a España fuhr er in den Jahren 2010, 2011 und 2012. 2012 erreichte er dabei den 11. Platz in der Gesamtwertung.
Mit der Schließung seines Euskatel-Teams beendete er nach Ablauf der Saison 2013 seine Karriere. Bei seiner letzten großen Landesrundfahrt, der Vuelta a España 2013, belegte er den 63. Rang.